# Чёрный акантоз
Чёрный акантоз (син. пигментно-сосочковая дистрофия кожи) — гиперпигментация кожи, обычно расположенная в складках тела (на шее, в подмышечной впадине, в паху) и в других областях.
Обычно появляется у лиц моложе 40 лет, может быть передан генетически, и связан с ожирением или эндокринопатиями, такими как гипотиреоз или гипертиреоз, акромегалия, поликистоз яичников, инсулинорезистентность, диабет 2-го типа или болезнь Кушинга.

## Патогенез
Причиной развития черного акантоза, вероятнее всего, является воздействие факторов, которые стимулируют пролиферацию эпидермальных кератиноцитов и фибробластов дермы. Этими факторами могут быть инсулин или инсулиноподобный фактор роста, действующие на рецепторы эпидермального фактора роста и фактора роста фибробластов. 